# Porwanie Alda Moro
Zamach na Aldo Moro – porwanie 16 marca 1978 roku o godzinie 9:10, a następnie zamordowanie byłego włoskiego premiera Aldo Moro. Do czynu przyznała się włoska organizacja terrorystyczna Czerwone Brygady, ciało Moro odnaleziono 9 maja 1978 roku. Porwanie przypadło na okres walk wewnętrznych we Włoszech, zwanych jako lata ołowiu.

## Przed zamachem
Aldo Moro, absolwent, a następnie wykładowca prawa na uniwersytecie w Bari, od początku kariery politycznej był związany z Chrześcijańską Demokracją. W 1946 roku został wybrany do Zgromadzenia Konstytucyjnego. Następnie był ministrem łaski i sprawiedliwości (w latach 1955–1957), oświaty (1957–1959) oraz spraw zagranicznych (1969–1974). Dwukrotnie pełnił funkcję premiera Włoch (w latach 1963–1968 oraz 1974–1976). Był orędownikiem integracji europejskiej oraz autorem tzw. równoległej konwergencji (tj. kompromisu dopuszczającego współpracę Chrześcijańskiej Demokracji z Włoską Partią Komunistyczną).

## Porwanie i śmierć

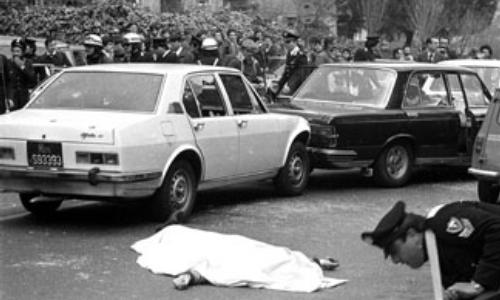
Miejsce porwania

Porwanie miało miejsce w centrum Rzymu 16 marca 1978 roku o godzinie 9:10. Wtedy to Fiat 128 uderzył w samochód, którym podróżował Moro. Wysiadło z niego dwóch mężczyzn, którzy zabili dwóch osobistych ochroniarzy Moro, podróżujących wraz z nim, natomiast ich wspólnicy ostrzeliwali drugi samochód, w którym znajdowało się jeszcze trzech członków osobistej ochrony byłego włoskiego premiera. Po tym zdarzeniu mężczyźni wepchnęli Moro do Fiata i natychmiast ruszyli. W poszukiwania zaginionego włączyło się 50 tysięcy policjantów, co nie przyniosło rezultatu, jednakże po pewnym czasie okazało się, że były one prowadzone nieudolnie (nie sprawdzono na przykład miejsca znanego policji z donosu, a w którym rzeczywiście przebywał Moro, bowiem gdy policjanci zapukali do drzwi, a nikt nie otworzył, poszli dalej). 18 kwietnia Czerwone Brygady podały, że na Aldzie Moro „został wykonany wyrok przez samobójstwo”, i że jego ciało znajduje się w jeziorze w Abruzzach.

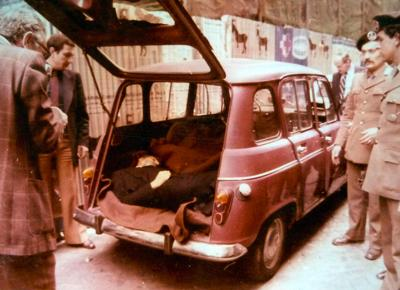
Ciało Aldo Moro w Renault 4

Porywacze przedstawili swoje żądania dopiero 35 dni po uprowadzeniu Moro. Wraz z dostarczeniem policji zdjęcia żywego polityka, żądali uwolnienia 13 działaczy tej organizacji, sądzonych w Turynie. Rząd odmówił negocjacji z terrorystami (obawiano się kolejnych porwań), odrzucając prośby Alda Moro (pozwolono mu wysłać kilkanaście listów z apelami o pomoc i uwolnienie więźniów oraz nakręcono z nim kilka filmów o podobnej treści) i jego rodziny. Do terrorystów apelowali między innymi papież Paweł VI (który oferował siebie w zamian za Moro) i sekretarz generalny ONZ Kurt Waldheim, ale bezskutecznie. W ręce porywaczy w zamian za Moro chciało oddać się trzech włoskich biskupów.
Podziurawione kulami ciało Alda Moro odnaleziono 9 maja 1978 roku w bagażniku porzuconego na ulicach Rzymu samochodu Renault 4 z francuskimi tablicami rejestracyjnymi, które wskazał Romano Prodi, powołując się na seans spirytystyczny.

## Wyroki
Za udział w porwaniu i zamordowaniu Alda Moro odpowiadało 46 członków Czerwonych Brygad. 17 uniewinniono, 28 skazano na kary pozbawienia wolności do lat 15, a przywódcę Czerwonych Brygad Maria Morettiego na sześciokrotną karę dożywotniego pozbawienia wolności (Moretti więzienie opuścił w 1994 roku).